# Coleophora charistis
Coleophora charistis é uma espécie de mariposa do gênero Coleophora pertencente à família Coleophoridae.